# 1284 Латвія
1284 Латвія (1284 Latvia) — астероїд головного поясу, відкритий 27 липня 1933 року. Названий на честь Республіки Латвія.
Тіссеранів параметр щодо Юпітера — 3,346.